# 下地ななえ
下地 ななえ（しもじ ななえ、1980年7月12日 - ）は、フリーアナウンサーとして活動。現在は、小学校としても活動中。子ども達に絵本の読み聞かせ、キャリア教育（職業講話）、税金のしくみ（租税教室）などについて講話を行っている。

## 経歴
東京都出身、沖縄県那覇市に在住。

## 学歴
- 遺愛女子高等学校
- 日本大学法学部新聞学科卒業
- 専門学校東京アナウンス学院放送アナウンス科卒業

## 人物
- 中学校教諭一種免許状（社会）、高校学校教諭一種免許状（社会）、宅地建物取引士取得。
- 好きな食べ物は沖縄そば。
- 趣味は旅行・食べ歩き。
- 特技は歌・ダンス。

## 出演

### テレビ
- 琉球朝日放送「旬感Qアプリ」　レポーター
- 沖縄テレビ「ミツマン〜密度濃くなる月曜日〜」放送終了　レギュラー出演
- 琉球朝日放送「十時茶まで待てない!」　ゲスト出演
- 沖縄テレビ「ワッターまちぐわー」　ゲスト出演
- 沖縄テレビ「琉球トラウマナイトレジェンド」-母親役(単発出演)

### 舞台
- 那覇大綱挽まつりRBC市民フェスティバル　LIVE出演
- わったー那覇めしグランプリ　舞台出演
- 名護さくら祭 舞台出演
- のうれんマルシェチャリティーイベント　舞台出演
- とみぐすく祭 LIVE出演

### ラジオ
- 毎週木曜日　9:00から9:56　FM那覇にて「下地ななえのばんみかせ」にてパーソナリティをつとめる。